# Ноћај
Ноћај је место у општини Сремска Митровица у Сремском округу. Географски припада Мачви. Наводи се да носи назив од заборављеног турског града Ноћај из 16. века који је изграђен на рушевинама средњовековног града Мачва. Према попису из 2022. било је 1626 становника.

## Географија
Географски гледано, насеље се налази у северном делу Мачве, док административно припада аутономној покрајини Војводина.
Природни резерват Засавица једним делом припада атарском подручју Ноћаја. Овај резерват је мочварно подручје са поплавним ливадама и шумама површине 1825 хектара, данас познато по дабровима.
Област северне Мачве је равничарско-мочварног карактера, погодан за ратарство и повртарство.
Преко државног пута 20, северно, директно је повезан са европским путем Е70, док је јужно повезан са граничним прелазом Бадовинци.

## Историја

### Праисторија
Локалитети старчевачке културе која је временски опредељена од 5300. до 4400. године пре нове ере, на подручју Ноћаја, су Ведрило, Црквина 2 и Мацина њива. Карактеристика овог периода били су радови на мелиорацији земљишта и појава земљорадње. После старчевачке културе почињу се јављати насеља винчанске културе (4400. - 3200. п.н.е) где је, поред земљорадње, најважније занимање становника било сточарство о чему сведочи већи број нађених костију животиња - овце, козе, говечета, свиње и пса. Такође, лов и риболов су били значајна грана привређивања. Највећи део пронађених људских фигура од испечене земље представља жену којој се приписивао божански значај. Називи Винча културе пронађених на подручју Ноћаја су: Пресека и Купусна Греда. Називи налазишта гвозденог доба јесу Скеновача и Ливаде.

### Римско доба
Од око 300. п. н. е. када су Римљани кренули са освајањем области, на подручју Ноћаја живели су Скордисци и Илири који су коначно покрени после великог устанка у периоду од 9. до 6. п. н. е. Покорена племена више никада нису дигла устанак, а свој језик и обичаје су убрзо заборавили. Становништво се почело интезивно бавити земљорадњом у периоду од 1. века, да би врхунац пољопривредне производње био у 3. веку. Ово се огледало у ницању насеља широм Мачве. Насеља су била земљорадничког карактера типа данашњих салаша. Оваква насеља су Римљани називали Вила рустика и такви локалитети су откривени на подручју Ноћаја: Црквина, Шијаковић, Црквина-Лесковац, Црквина 2, и Буџак. Некропола се налази на локалитету Ливаде. Око 374. године Мачва је настрадала под најездном племена са севера. Тада је већина вила у Мачви уништена.

### Средњи век
Један од најтамнијих периода у историји Мачве је време од сеобе народа до 9. века због великог недостатка историјских извора.
Средњовековни град Мачва води порекло од мађарске тврђаве Мачо чији најранији запис долази из 13. века. Тврђава се временом развила у град по коме је цела околна област добила име. Током средњег века градом су владали: Источно римско царство, Краљевина Угарска и Средњовековна Србија. Са Турским освајањем град је разорен.

### Нови век
Након успостављања Зворничког санџака, Турци су саградили четири нова града на реци Сави: Нови, Шабац, Брчко и Ноћај ради комуникације са западним земаљама и успостављања упоришта за даља освајања у периоду између 1521. и 1548. Турски град Ноћај је вероватно настао на темељима средњовековног града Мачве. 
"Нема писаних извора који би прецизно лоцирали град и трг Мачву. ... Траса римског пута паралелног са Дрином била је коришћена у средњем веку, повезивала је рударска места с обе стране Дрине са Митровицом, где је дуго било боравиште Дубровачких трговаца. Река се прелазила код Старог Ноћаја, који је био на обали Саве и тако је уцртаван у старим картама. У 16. веку Ноћај је био скела са приходима који су давани у закуп, некад посебно, некад заједно са Митровицом".
Током наредних векова, аустријско-турски ратови су довели до уништења града Ноћаја као и промене структуре становништва услед сеоба. Од средине 17. века до средине 20. века највећи број досељеника чини становништво из Херцеговине, Црне Горе и Босне.

## Галерија
- Спомен-чесма
- Зграда школе
- Споменик
- Црква Св. Петра и Павла

## Демографија
У насељу Ноћај живи 1626 пунолетних становника, а просечна старост становништва износи 41,5 година (40,9 код мушкараца и 42,0 код жена). У насељу има 676 домаћинстава, а просечан број чланова по домаћинству је 3,14.
Ово насеље је великим делом насељено Србима (према попису из 2002. године), а у последња три пописа, примећен је пад у броју становника.
| Година | Број  |
| ------ | ----- |
| 1931.  | 2.274 |
| 1948.  | 2.424 |
| 1953.  | 2.479 |
| 1961.  | 2.443 |
| 1971.  | 2.338 |
| 1981.  | 2.323 |
| 1991.  | 2.237 |
| 2002.  | 2.120 |
| 2011.  | 1.866 |
| 2022.  | 1.626 |
|        |       |

| Етнички састав према попису из 2002.‍ | Етнички састав према попису из 2002.‍ | Етнички састав према попису из 2002.‍ | Етнички састав према попису из 2002.‍ | Етнички састав према попису из 2002.‍ |
| ------------------------------------ | ------------------------------------ | ------------------------------------ | ------------------------------------ | ------------------------------------ |
|                                      |                                      |                                      |                                      |                                      |
| Срби                                 | Срби                                 |                                      | 2.098                                | 98,96%                               |
| Роми                                 | Роми                                 |                                      | 3                                    | 0,14%                                |
| Словаци                              | Словаци                              |                                      | 2                                    | 0,09%                                |
| Руси                                 | Руси                                 |                                      | 2                                    | 0,09%                                |
| Југословени                          | Југословени                          |                                      | 2                                    | 0,09%                                |
| Црногорци                            | Црногорци                            |                                      | 1                                    | 0,04%                                |
| Хрвати                               | Хрвати                               |                                      | 1                                    | 0,04%                                |
| Муслимани                            | Муслимани                            |                                      | 1                                    | 0,04%                                |
| Мађари                               | Мађари                               |                                      | 1                                    | 0,04%                                |
| непознато                            | непознато                            |                                      | 5                                    | 0,23%                                |

| Година пописа     | 1948. | 1953. | 1961. | 1971. | 1981. | 1991. | 2002. |
| ----------------- | ----- | ----- | ----- | ----- | ----- | ----- | ----- |
| Број домаћинстава | 492   | 528   | 579   | 603   | 636   | 617   | 676   |

| Број чланова      | 1   | 2   | 3   | 4   | 5  | 6  | 7  | 8 | 9 | 10 и више | Просек |
| ----------------- | --- | --- | --- | --- | -- | -- | -- | - | - | --------- | ------ |
| Број домаћинстава | 117 | 149 | 144 | 134 | 77 | 37 | 15 | 2 | 1 | 0         | 3,14   |

| Пол    | Укупно | Неожењен/Неудата | Ожењен/Удата | Удовац/Удовица | Разведен/Разведена | Непознато |
| ------ | ------ | ---------------- | ------------ | -------------- | ------------------ | --------- |
| Мушки  | 900    | 256              | 568          | 44             | 31                 | 1         |
| Женски | 913    | 155              | 571          | 163            | 24                 | 0         |
| УКУПНО | 1.813  | 411              | 1.139        | 207            | 55                 | 1         |

| Пол    | Укупно                    | Пољопривреда, лов и шумарство | Рибарство                            | Вађење руде и камена | Прерађивачка индустрија       |
| ------ | ------------------------- | ----------------------------- | ------------------------------------ | -------------------- | ----------------------------- |
| Мушки  | 558                       | 329                           | 0                                    | 0                    | 123                           |
| Женски | 292                       | 192                           | 0                                    | 0                    | 27                            |
| УКУПНО | 850                       | 521                           | 0                                    | 0                    | 150                           |
| Пол    | Производња и снабдевање   | Грађевинарство                | Трговина                             | Хотели и ресторани   | Саобраћај, складиштење и везе |
| Мушки  | 4                         | 25                            | 21                                   | 2                    | 16                            |
| Женски | 1                         | 1                             | 13                                   | 0                    | 3                             |
| УКУПНО | 5                         | 26                            | 34                                   | 2                    | 19                            |
| Пол    | Финансијско посредовање   | Некретнине                    | Државна управа и одбрана             | Образовање           | Здравствени и социјални рад   |
| Мушки  | 0                         | 1                             | 17                                   | 8                    | 4                             |
| Женски | 2                         | 2                             | 7                                    | 14                   | 28                            |
| УКУПНО | 2                         | 3                             | 24                                   | 22                   | 32                            |
| Пол    | Остале услужне активности | Приватна домаћинства          | Екстериторијалне организације и тела | Непознато            | Непознато                     |
| Мушки  | 2                         | 0                             | 0                                    | 6                    | 6                             |
| Женски | 1                         | 0                             | 0                                    | 1                    | 1                             |
| УКУПНО | 3                         | 0                             | 0                                    | 7                    | 7                             |